# FK Tjoemen
FK Tjoemen (Russisch: Футбольный клуб «Тюмень») is een Russische voetbalclub uit Tjoemen.
De club werd in 1961 opgericht en speelde onder verschillende namen in de Sovjet competities. Tussen 1997 en 1991 speelde de club in de Eerste divisie van het voetbalkampioenschap van de Sovjet-Unie. In 1992 begon de club als Dinamo-Gazovik in de Premjer-Liga waarin het als laatste eindigde en degradeerde naar de Eerste divisie. De club promoveerde direct weer maar degradeerde in 1995 wederom. Opnieuw keerde de club in een jaar terug op het hoogste niveau maar na de degradatie in 1998 volgde in 1999 direct een nieuwe degradatie naar de Tweede divisie. In 2003 kende de club financiële problemen en speelde enkel als jeugdschool in het amateurvoetbal. In 2004 werd als Tjoemen ook weer met een seniorenteam gespeeld en het team won direct haar poule maar weigerde promotie naar het profvoetbal. Na een nieuwe titel in 2005 keerde Tjoemen wel terug in de Tweede divisie waarin het in het seizoen 2013/14 haar poule won. In 2019 degradeerde de club na vijf jaar uit de eerste divisie en kon in 2023 terugkeren. 

## Historische namen
- Geolog (1961–1963)
- Priboi (1964–1965)
- Neftjanik (1966–1977)
- Stroitel (1978-1979)
- Fakel (1980–1982)
- Geolog (1983–1991)
- Dinamo-Gazovik (1992–1996)
- SDJuSchOR-Sibnefteprovod (2003)
- FK Tjoemen (2003-heden)

SKA-Chabarovsk · 
Sjinnik Jaroslavl ·
Baltika Kaliningrad · 
KAMAZ ·
Jenisej Krasnojarsk ·  
Rodina Moskou ·
Torpedo Moskou · 
Tsjernomorets Novorossiejsk · 
Neftechimik Nizjnekamsk ·
Oefa · 
Oeral · 
Tsjajka Pestsjanokopskoje · 
Sokol Saratov ·
Sotsji ·
Tjoemen · 
Arsenal Toela ·
Alanija Vladikavkaz ·
Rotor Volgograd